# Геном человека

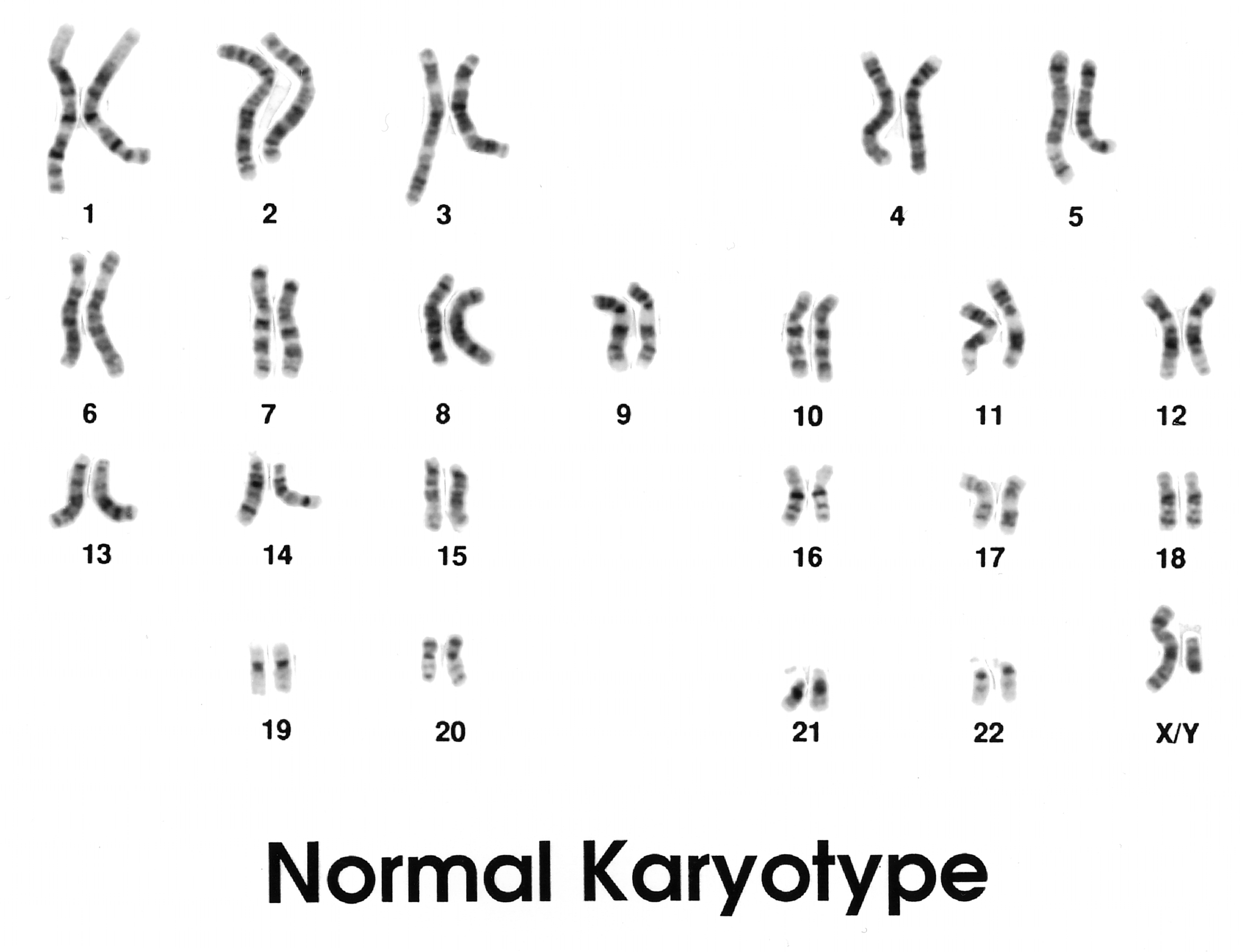
Нормальный мужской кариотип. Представлены 23 пары хромосом: 22 пары аутосом с парой половых хромосом X и Y.

Геном человека — совокупность наследственного материала, заключённого в клетке человека. Согласно этому определению человеческий геном состоит из 23 пар хромосом, находящихся в ядре, а также множества копий митохондриальной ДНК.
Существует и другое определение генома, в котором под геномом подразумевают совокупность генетического материала гаплоидного набора хромосом.
Когда говорят о размере генома человека, то имеют в виду данный вариант определения генома. Так, двадцать две аутосомы, две половые хромосомы Х и Y, а также митохондриальная ДНК человека содержат вместе 3 099 734 149 пар оснований.
В ходе выполнения проекта «Геном человека» была определена последовательность ДНК всех хромосом и митохондриальной ДНК (к 2003 году было секвенировано 85 % генома человека. Полное секвенирование генома человека, не учитывая некоторые фрагменты Y-хромосомы, было завершено лишь в 2022 году, исследование выявило, что человеческий геном содержит 19 969 активных генов, это составляет лишь очень небольшую часть генома, только 1,5 % всего генетического материала кодирует белки или функциональные РНК. Всего же насчитывается 63 494 гена, большинство из которых является генами некодирующей РНК, которую часто называют мусорной ДНК, но которая, как оказалось, играет важную роль в регуляции активности генов.
В настоящее время эти данные активно используются по всему миру в биомедицинских исследованиях. В 2023 году была полностью секвенирована Y-хромосома, последняя хромосома, расшифровка структуры которой вызывала наибольшие сложности, в ходе исследования был обнаружен 41 ранее неизвестный ген.

## Особенности

### Хромосомы

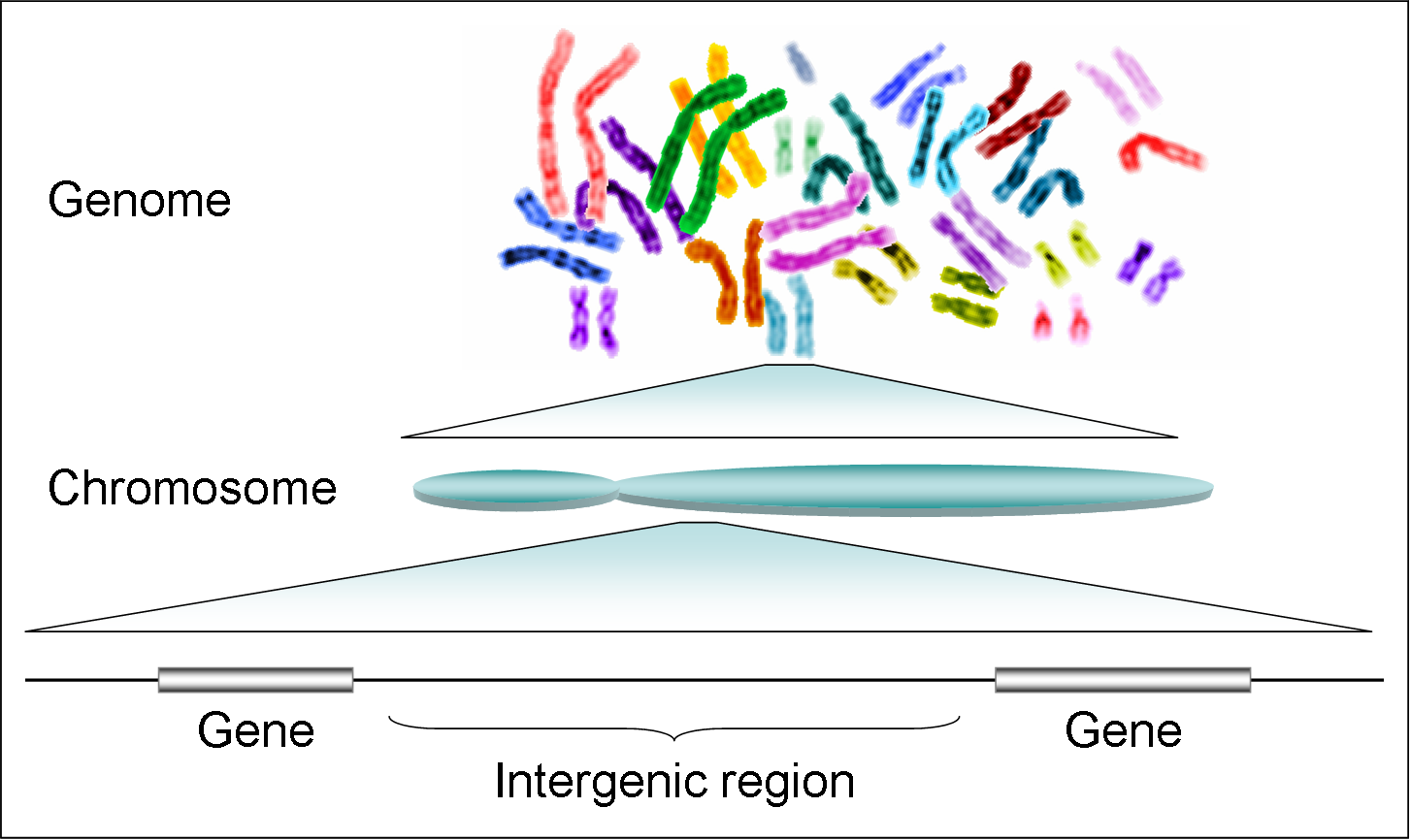
Геном человека состоит из 23 пар хромосом (всего 46 хромосом). Каждая хромосома содержит сотни генов, разделённых межгенным пространством. Межгенное пространство содержит регуляторные участки и ничего не кодирующую ДНК

В геноме присутствует 23 пары хромосом: 22 пары аутосомных хромосом, а также пара половых хромосом X и Y. У человека мужской пол является гетерогаметным и определяется наличием Y-хромосомы. Нормальные диплоидные соматические клетки имеют 46 хромосом.
| Хромосома             | Генов  | Число пар оснований | % от всего генома |
| --------------------- | ------ | ------------------- | ----------------- |
| 1                     | 2000   | 248 956 422         | 8,1               |
| 2                     | 1300   | 242 193 529         | 7,9               |
| 3                     | 1000   | 198 295 559         | 6,4               |
| 4                     | 1000   | 190 214 555         | 6,2               |
| 5                     | 900    | 181 538 259         | 5,9               |
| 6                     | 1000   | 170 805 979         | 5,5               |
| 7                     | 900    | 159 345 973         | 5,2               |
| 8                     | 700    | 145 138 636         | 4,7               |
| 9                     | 800    | 138 394 717         | 4,5               |
| 10                    | 700    | 133 797 422         | 4,3               |
| 11                    | 1300   | 135 086 622         | 4,4               |
| 12                    | 1100   | 133 275 309         | 4,3               |
| 13                    | 300    | 114 364 328         | 3,7               |
| 14                    | 800    | 107 043 718         | 3,5               |
| 15                    | 600    | 101 991 189         | 3,3               |
| 16                    | 800    | 90 338 345          | 2,9               |
| 17                    | 1200   | 83 257 441          | 2,7               |
| 18                    | 200    | 80 373 285          | 2,6               |
| 19                    | 1500   | 58 617 616          | 1,9               |
| 20                    | 500    | 64 444 167          | 2,1               |
| 21                    | 200    | 46 709 983          | 1,5               |
| 22                    | 500    | 50 818 468          | 1,7               |
| X (половая хромосома) | 800    | 156 040 895         | 5,1               |
| Y (половая хромосома) | 200    | 57 227 415          | 1,9               |
| Митохондриальная ДНК  | 38     | 16 569              | 0,00054           |
| Всего                 | 21 000 | 3 088 286 401       | 100,0             |

Существует версия генома человека от проекта T2T.

### Гены
Предварительные оценки предполагали наличие в геноме человека более 100 тысяч генов. По результатам проекта «Геном человека» количество генов, а точнее — открытых рамок считывания, составило около 23 000 генов. В связи с усовершенствованием методов поиска (предсказания) генов предполагается дальнейшее уменьшение числа генов.
Число генов у человека лишь ненамного больше, чем у более простых организмов, например, круглого червя Caenorhabditis elegans или мухи Drosophila melanogaster. Так происходит из-за того, что в человеческом геноме широко представлен альтернативный сплайсинг. Альтернативный сплайсинг позволяет получить несколько различных белковых цепочек с одного гена. В результате человеческий протеом оказывается значительно больше протеома рассмотренных организмов. Большинство человеческих генов имеет множественные экзоны, и интроны часто оказываются значительно более длинными, чем граничные экзоны в гене.
Гены неравномерно распределены по хромосомам. Каждая хромосома содержит богатые и бедные генами участки. Эти участки коррелируют с хромосомными бендами (полосы поперёк хромосомы, которые видно в микроскоп) и с CG-богатыми участками. В настоящий момент значимость такого неравномерного распределения генов не вполне изучена.
Кроме генов, кодирующих белки, человеческий геном содержит тысячи РНК-генов, кодирующих транспортные РНК (tRNA), рибосомные РНК, микроРНК и прочие РНК, не кодирующие белок.

### Регуляторные последовательности
В человеческом геноме найдено множество различных последовательностей, отвечающих за регуляцию генов. Под регуляцией понимается контроль экспрессии гена (процесс построения матричной РНК по участку молекулы ДНК). Обычно это короткие последовательности, находящиеся либо рядом с геном, либо внутри гена. Иногда они находятся на значительном расстоянии от гена (энхансеры). Систематизация этих последовательностей, понимание механизмов работы, а также вопросы взаимной регуляции группы генов группой соответствующих ферментов на текущий момент находятся только на начальной стадии изучения. Взаимная регуляция групп генов описывается с помощью сетей регуляции генов. Изучение этих вопросов находится на стыке нескольких дисциплин: прикладной математики, высокопроизводительных вычислений и молекулярной биологии. Знания появляются из сравнений геномов различных организмов и благодаря достижениям в области организации искусственной транскрипции гена в лабораторных условиях.
Идентификация регуляторных последовательностей в человеческом геноме частично была произведена на основе эволюционной консервативности (свойства сохранения важных фрагментов хромосомной последовательности, которые отвечают примерно одной и той же функции). Согласно данным молекулярных часов, эволюционные линии человека и мыши разделились около 100 миллионов лет назад. Для двух геномов компьютерными методами были выявлены консервативные последовательности (последовательности, идентичные или очень слабо отличающиеся в сравниваемых геномах) в некодирующей части и оказалось, что они активно участвуют в механизмах регуляции генов у обоих организмов.
Другой подход получения регуляторных последовательностей основан на сравнении генов человека и рыбы фугу. Последовательности генов и регуляторные последовательности у человека и рыбы фугу существенно схожи, однако геном рыбы фугу содержит в 8 раз меньший объём «мусорной ДНК». Такая «компактность» рыбьего генома позволяет значительно легче искать регуляторные последовательности для генов.

### Прочие объекты в геноме
Кодирующие белок последовательности (множество последовательностей составляющих экзоны) составляют менее чем 1,5 % генома. Не учитывая известные регуляторные последовательности, в человеческом геноме содержится масса объектов, которые выглядят как нечто важное, но функция которых, если она вообще существует, пока не выяснена. Эти объекты занимают до 97 % всего объёма человеческого генома. К таким объектам относятся:
- повторы
  - тандемные повторы
    - сателлитная ДНК
    - минисателлиты
    - микросателлиты

  - диспергированные повторы
    - SINEs (short interspersed nuclear elements)
    - LINEs (long interspersed nuclear elements)
- транспозоны
  - ретротранспозоны
    - LTR-ы (long terminal repeat)
      - Ty1-copia
      - Ty3-gypsy

    - Не-LTR-ы

  - ДНК-транспозоны
- псевдогены

Соответствующие последовательности, скорее всего, являются эволюционным артефактом. В современной версии генома их функция выключена, и эти участки генома многие называют мусорной ДНК. Однако есть масса свидетельств в пользу того, что эти объекты обладают некоторой функцией, которая пока неясна.

#### Псевдогены
Эксперименты с ДНК-микрочипами показали, что много участков генома, не являющихся генами, вовлечены в процесс транскрипции.

### Вирусы
Около 1 % в геноме человека занимают встроенные гены ретровирусов (эндогенные ретровирусы). Эти гены обычно не приносят пользы хозяину, но существуют и исключения. Так, около 43 млн лет назад в геном предков обезьян и человека попали ретровирусные гены, служившие для построения оболочки вируса. У человека и обезьян эти гены участвуют в работе плаценты. Большинство ретровирусов встроились в геном предков человека свыше 25 млн лет назад. Среди более молодых человеческих эндогенных ретровирусов полезных на настоящий момент не обнаружено.

## Состав
Азотистые основания в ДНК (аденин, тимин, гуанин, цитозин) соответствуют 4 различным логическим состояниям, что эквивалентно 2 битам информации. Таким образом, геном человека содержит более 6 гигабит информации в каждой цепи, что эквивалентно 800 мегабайтам и сопоставимо с количеством информации на компакт-диске. Логика хранения данных в парных основаниях аналогична системе репликации (дублирования) данных RAID 1.